# Ocroeme recki
Ocroeme recki är en skalbaggsart som först beskrevs av Julius Melzer 1931.  Ocroeme recki ingår i släktet Ocroeme och familjen långhorningar.
Artens utbredningsområde är:
- Paraguay.
- Uruguay.

Inga underarter finns listade i Catalogue of Life.